# Yūzō Kubota
Yūzō Kubota (jap. 久保田 雄三, Kubota Yūzō; * 3. August 1971 in der Präfektur Shizuoka) ist ein japanischer Badmintonspieler.

## Karriere
Yuzo Kubota wurde 1996 und 2000 japanischer Meister im Herrendoppel. Bei den Ostasienspielen 1997 gewann er Bronze. Jeweils Fünfter wurde er bei den Hongkong Open und Thailand Open 1999. Bei der Weltmeisterschaft 2001 reichte es dagegen nur zu Rang 33.

## Sportliche Erfolge
| Saison | Veranstaltung                | Disziplin    | Platz | Name                          |
| ------ | ---------------------------- | ------------ | ----- | ----------------------------- |
| 1996   | Japan: Einzelmeisterschaften | Herrendoppel | 1     | Takuya Katayama / Yuzo Kubota |
| 1997   | Ostasienspiele               | Herrendoppel | 3     | Takuya Katayama / Yuzo Kubota |
| 1999   | Hongkong Open                | Herrendoppel | 5     | Takuya Katayama / Yuzo Kubota |
| 1999   | Thailand Open                | Herrendoppel | 5     | Yuzo Kubota / Takuya Takehana |
| 2000   | Japan: Einzelmeisterschaften | Herrendoppel | 1     | Takuya Katayama / Yuzo Kubota |
| 2001   | Weltmeisterschaft            | Herrendoppel | 33    | Yuzo Kubota / Shinya Ohtsuka  |